# Krajná Bystrá
Krajná Bystrá je obec na Slovensku, v okrese Svidník v Prešovském kraji. Území obce sousedí s Polskem. Žije zde 474 obyvatel.

## Geografie
Krajní Bystrá se rozkládá v severní části Nízkých Beskyd, západní části Laborecké vrchoviny vpravo od Ladomirky. Území katastru hraničí s Polskem. Nadmořská výška ve středu obce je 380 m a v katastru od 350 – 670 m. Okolí obce má členitý povrch a souvislý les s porostem buku, borovice a smrku. V obci vyvěrají sirovodíkové a metanové vody.
Plocha katastru obce je 894 ha.

### Sousední obce
- Krajná Poľana
- Nižný Komárnik
- Medvedie
- Hunkovce

### Vodní toky
Obcí protéká v délce 6 km Hluboký potok, pramenící nedaleko státní hranice s Polskem ve výšce 460 m. Potok je pravostranným přítokem Ladomirky, do které se vlévá 1 km pod Krajnou Poľanou.

## Dějiny
Obec vznikla v průběhu osídlování severní části Šarišské župy v letech 1573 až 1598. V urbáři Makovického panství z roku 1618 je zmiňována jako Biztra, v roce 1586 jako Bisstra, v roce 1773 jako Bisztra, Bistre, v roce 1808 Krajna-Bisztra, Krajná Bystrá, v roce 1863 Krajnabisztra, v roce 1902 Krajnóbisztra, v letech 1907 – 1913 Krajnóbisztra, Bátorhegy. V roce 1920 Bystrá, Krajná Bystra, od roku 1927 dnešní pojmenování Krajná Bystrá.

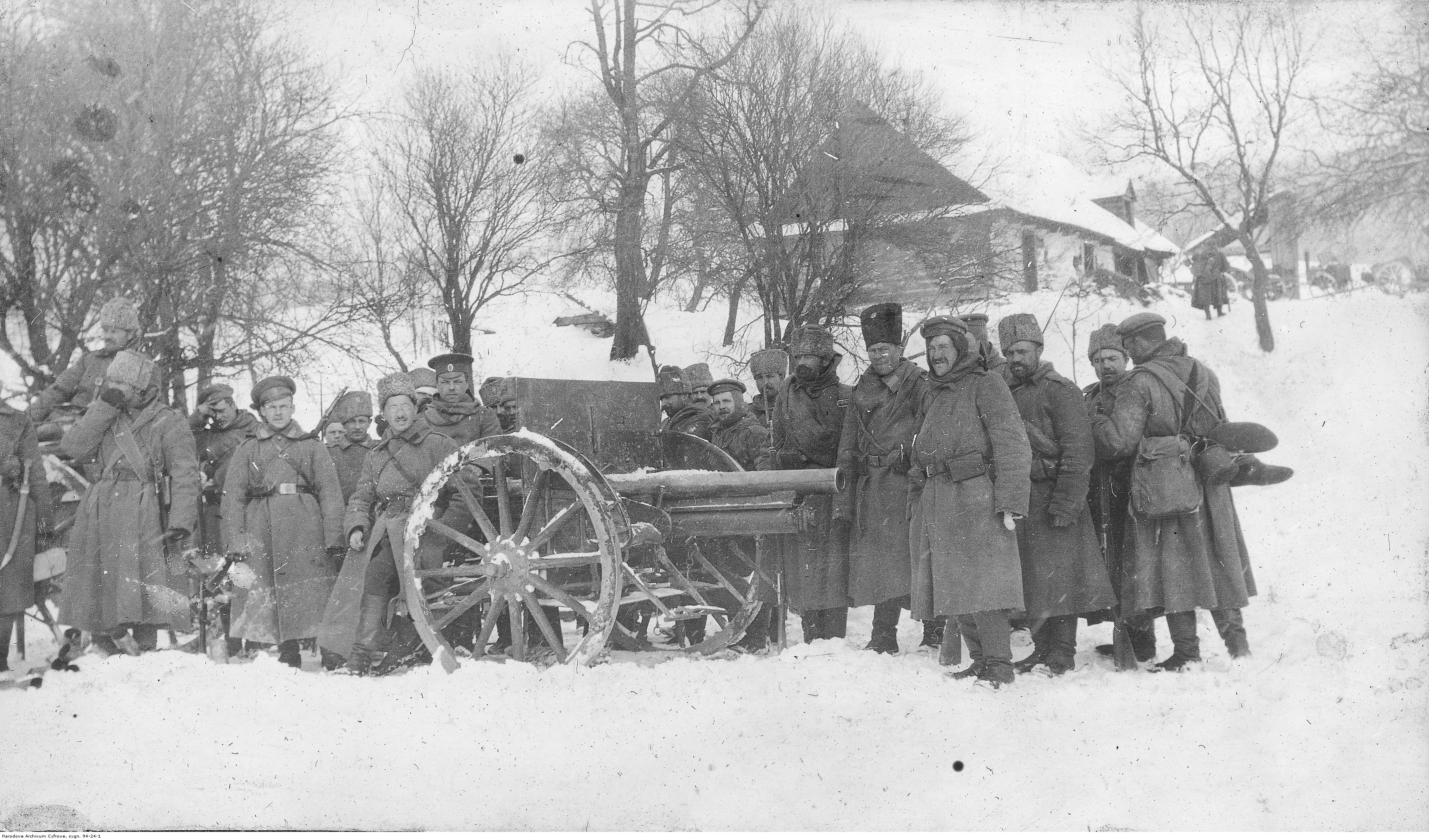
Vojáci z 12. ruské dělostřelecké divize na území Krajní Bystré (Bátorhegy) v době první světové války (zima 1914/1915)

Obec v minulosti patřila do Makovického panství Šarišské župy. Po vzniku ČSR byla součástí Prešovského kraje a okresu Svidník. V roce 1960 při novém územně-správním členění byla součástí Východoslovenského kraje a Bardejovského okresu. Od roku 1968 patřila do nově vzniklého okresu Svidník. Po vzniku Slovenské republiky byla znovu začleněna do Prešovského samosprávného celku.
V důsledku tíživé, neúnosné hospodářské a ekonomické situace a těžkých přírodních podmínek došlo na počátku 18. století k útěku poddaných. Značná část obyvatel odešla do jižních částí Uherska, které bylo vyprázdněné po odchodu Turků. Část obyvatel vyráběla šindele ze smrkového a jedlového dřeva.
Tak to bylo i v dobách předmnichovské republiky. V době druhé světové války a vzniku Slovenského národního povstání v katastru obce působila partyzánská skupina, která připravovala podmínky pro bezproblémový vstup Rudé armády na pomoc SNP. Němci v důsledku těchto skutečností nechali obyvatelstvo vystěhovat a obec vypálili. Za aktivní boj proti fašismu obec byla vyznamenána Řádem Rudé hvězdy.
Po roce 1945 byli obyvatelé obce zaměstnáni v průmyslových podnicích jako například VSŽ, VSS v Košicích, v Oděvních závodech ve Svidníku, Strojírnách potravinářského průmyslu a stavebním podniku ve Svidníku.
Historie obce zaznamenala několik vystěhovaleckých vln.

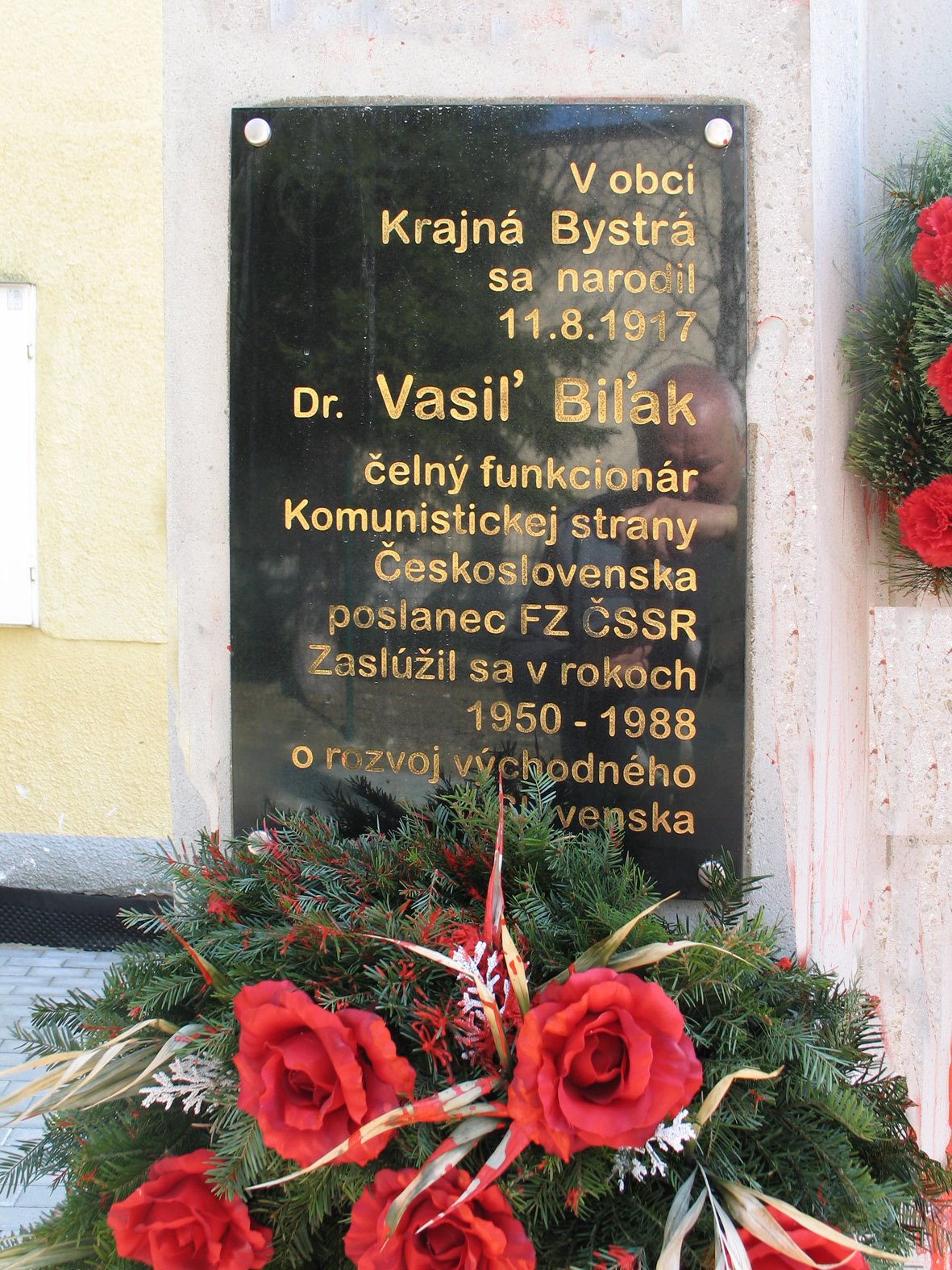
Pamětní deska, připomínající, že obec je rodištěm Vasila Biľaka (snímek byl pořízen v roce 2015)

## Obyvatelstvo
V roce 1787 měla obec 39 domů a 252 obyvatel. V roce 1940 měla obec 63 domů a 329 obyvatel. V obci také žilo 6 občanů židovského původu. V roce 2004 v obci žilo 335 obyvatel.

## Pamětihodnosti
V Krajné Bystré je vojenský hřbitov z první světové války, který není v ideálním stavu a je součástí vesnického hřbitova. Dvacet devět hrobů roztroušených po hřbitově není označených kříži ani jinými symboly. Mrtví vojáci byli na hřbitově pohřbeni již během války.
Ve dvaceti čtyřech hrobech jsou pohřbeni po dvou, ve čtyřech hrobech jsou pohřbeni po třech a v jednom hrobě jsou čtyři vojáci. Tento hrob vznikl po exhumačních pracích 22. března 1922.
Na válečném hřbitově je pohřbeno třicet rakousko-uherských vojáků a třicet čtyři vojáků carské ruské armády. Identifikován byl rakousko-uherský voják Alexander Linter. O válečné hroby v meziválečném období se staral Ján Hojda.

## Rodáci
- Vasil Biľak (11. 8. 1917  – 6. 2. 2014), komunistický politik, jeden z autorů tzv. zvacího dopisu, který posloužil jako záminka k invazi vojsk Varšavské smlouvy do Československa v srpnu roku 1968.[2]